# Anna Bågenholm
Anna Bågenholm, född 1970, är en svensk radiolog från Vänersborg, som den 20 maj 1999 överlevde en skidolycka som ledde till att hon låg under is i 80 minuter. Hon drabbades av hypotermi och hennes kroppstemperatur sjönk till 13,7 °C. 

## Olyckan
Efter att hon bestämt sig för att åka nerför en brant bergssida, tappade hon kontrollen och började glida. Hon föll mot en sten och gled huvudstupa ner i en vak som bildats i isen och drogs under, trots försök efter 20 minuter med att dra tillbaks henne med ett rep runt foten. Efter 40 minuter kom räddningsmanskap med en vass spade och gjorde ett hål nedströms och lyckades dra ner henne under isen och sedan ut genom det upphuggna hålet.

## Räddningsinsatsen
När hon anlände till sjukhuset i Tromsø hade hon haft hjärtstillestånd i mer än två timmar och kroppstemperaturen mättes till 13,7 °C.
Läkarna bestämde sig för att denna gången göra annorlunda och använda erfarenheterna från tidigare fall.
Hon kopplades till hjärt-lungmaskin via ljumskarna och värmdes upp långsamt.
Vid 31 °C startade hjärtat vilket observerades direkt med en kamera införd via luftstrupen. Läkarna berättade att de aldrig klarat detta förut. Alla tidigare patienter hade dött i hjärnödem.
När hon vaknade upp efter olyckan fick hon till en början använda mimik för att kommunicera.
Komplikationer tillstötte men hon klarade sig utan större men. Finmotoriken har dock tagit viss skada, vilket tvingade på ett karriärbyte från kirurgi till radiologi. Efter olyckan arbetade hon på sjukhuset i Tromsø som radiolog.
Den enda minnesförlusten är timmarna runt olyckan – fyra veckor efteråt kom hon ihåg PIN-koden till sitt telefonabonnemang.